# Dioscorea floridana
Dioscorea floridana là một loài thực vật có hoa trong họ Dioscoreaceae. Loài này được Bartlett mô tả khoa học đầu tiên năm 1910.